# هندسة أنظمة
هندسة الأنظمة أو هندسة النظم (بالإنجليزية: Systems Engineering)‏ هي فرع في الهندسة يدمج مبادئ من عدة علوم لدراسة كيفية تصميم وإدارة الأنظمة الهندسية المعقدة. حيث تغطي هندسة النظم مجالات مثل اللوجستيات والتنسيق بين الفرق العاملة والتحكم الآلي بالآلات وهي مجالات يصبح التعاطي معها أمراً صعباً عند التعامل مع مشاريع هندسية معقدة.
وبذلك فإن هندسة النظم تمتد لتشمل الفروع التقنية والبشرية ذات العلاقة، مثل هندسة التحكم، الميكاترونكس، الهندسة الصناعية وإدارة المشاريع.

## التاريخ
نشأ مصطلح هندسة النظم في مختبرات بل في الأربعينيات. دفعت الحاجة إلى تحديد خصائص النظام ومعالجتها (التي قد تختلف في المشاريع الهندسية المعقدة اختلافًا كبيرًا عن خصائص أجزاء المشاريع) صناعات مختلفة إلى استخدام هندسة النظم ولا سيما تلك التي تطور أنظمة الجيش الأمريكي.
بدأ تطوير طرائق جديدة تعالج العمليات المعقدة مباشرةً عندما أصبح مستحيلًا الاعتماد على تطوير التصميم لتحسين النظام ولم تكن الأدوات المتوفرة كافية لتلبية الطلبات المتزايدة. يشمل التطور المستمر لهندسة النظم تطوير وتحديد أساليب وتقنيات النمذجة الجديدة. تساعد هذه الطرائق في فهم تصميم النظم الهندسية بشكل أفضل والتحكم فيها لأنها تنمو لتصبح أكثر تعقيدًا. طورت الأدوات الشائعة التي تُستخدم غالبًا في سياق هندسة النظم بما في ذلك لغة النظم العالمية ولغة النمذجة الموحدة ونشر وظيفة الجودة خلال هذا الوقت.
تأسست جمعية مهنية لهندسة النظم في عام 1990 وسُميت المجلس الوطني لهندسة النظم من قبل ممثلين عن عدد من الشركات والمؤسسات الأمريكية. أنشأ المجلس الوطني لهندسة النظم تلبيةً للحاجة إلى تطوير عمليات هندسة النظم والتعليم. تغير اسم المنظمة إلى المجلس الدولي لهندسة النظم في عام 1995 نتيجة لتزايد مشاركة مهندسي النظم من خارج الولايات المتحدة الأمريكية. تقدم المدارس في العديد من البلدان برامج الدراسات العليا في هندسة النظم، كما تتوفر خيارات متابعة التعليم للمهندسين الممارسين.

## التعليم
غالبًا ما يُنظر إلى التعليم في هندسة النظم على أنه امتداد لدراسة الهندسة العادية، مما يعكس موقف أن طلاب هندسة النظم بحاجة إلى خلفية تأسيسية في أحد التخصصات الهندسية التقليدية (مثل هندسة الطيران والفضاء الجوي والهندسة المدنية والهندسة الكهربائية والهندسة الميكانيكية وهندسة التصنيع والهندسة الصناعية) بالإضافة إلى خبرة عملية حقيقية ليكون المهندس فعالًا كمهندس نظم. تتزايد أعداد البرامج الجامعية في هندسة النظم بشكل كبير، لكنها ما زالت غير شائعة، فالدرجات والمواد التي تدرس غالبًا موجودة في درجة البكالوريوس في الهندسة الصناعية. تقدم البرامج عادةً (بمفردها أو بالتشارك مع دراسة متعددة التخصصات) بدءًا من مستوى الدراسات العليا في المسارين الأكاديمي والمهني، مما يؤدي إلى الحصول إما على درجة الماجستير في العلوم أو الهندسة، أو الدكتوراه في العلوم أو الهندسة.
يحتفظ المجلس الدولي لهندسة النظم بالتعاون مع مركز أبحاث هندسة النظم في معهد ستيفنز للتقنية بدليل يحدث بانتظام من البرامج الأكاديمية في جميع أنحاء العالم من مؤسسات معتمدة. وطرح منذ عام 2017 لائحة بأكثر من 140 جامعة في أمريكا الشمالية تقدم أكثر من 400 برنامج للدراسات الجامعية والدراسات العليا في هندسة النظم. يوجد الآن اعتراف مؤسساتي واسع النطاق بهذا المجال باعتباره مجالًا مستقلًا متميزًا حديث العهد، يمكن اعتبار التعليم في هندسة النظم متمحورًا حول الأنظمة أو المجال:
- تعتبر البرامج التدريسية التي تتمحور حول الأنظمة هندسة النظم فرع منفصل وتدُرَّس معظم المواد مع التركيز على مبادئ وممارسات هندسة النظم.
- تقدم البرامج التي تتمحور حول المجال هندسة النظم كخيار يمكن دراسته مع مجال رئيسي آخر في الهندسة.

يسعى كلا هذين النموذجين إلى تعليم وتدريب مهندس النظم القادر على الإشراف على المشروعات متعددة التخصصات بالعمق المطلوب من المهندس الأساسي.

## مواضيع هندسة النظم
أدوات هندسة النظم هي الاستراتيجيات والإجراءات والتقنيات التي تساعد في تحليل هندسة النظم لمشروع أو منتج. يختلف الهدف من هذه الأدوات من إدارة قواعد البيانات والاستعراض الرسومي والمحاكاة والحكم وإنتاج المستندات وغير ذلك.

### النظام
توجد العديد من التعريفات لماهية النظام في مجال هندسة النظم. فيما يلي بعض التعاريف الموثقة:
- المعهد الوطني الأمريكي للمقاييس: «تجميع المنتجات النهائية لتحقيق هدف معين».[10]
- معهد مهندسي الكهرباء والإلكترونيات: «مجموعة أو ترتيب للعناصر والعمليات التي تلبي احتياجات العميل (التشغيل) وتوفر استدامة دورة حياة المنتج».[11]
- كتيب هندسة النظم من المجلس الدولي لهندسة النظم: «نظام متجانس يعرض سلوكًا محددًا ويتألف من أجزاء غير متجانسة لا تظهر سلوك النظام بشكل فردي، مع تكوين متكامل للأجزاء أو النظم الفرعية».[12]
- المجلس الدولي لهندسة النظم: «نظام عبارة عن مجموعة من العناصر المختلفة التي تنتج معًا نتائج لا يمكن الحصول عليها من العناصر منفردة. يمكن أن تشمل العناصر أو الأجزاء أشخاص وأجهزة وبرامج ومرافق وقوانين ومستندات، وتلك هي كل الأشياء المطلوبة لإعطاء نتائج على مستوى النظم. تشمل النتائج تقييم مستوى النظام والخصائص والوظائف والسلوك والأداء».[13]
- آيزو: «مزيج من العناصر المتفاعلة والمنتظمة التي تهدف لتحقيق هدف واحد أو أكثر من الأهداف الواضحة».[14]
- كتيب هندسة النظم من ناسا: «مزيج من العناصر التي تعمل معًا لإتاحة القدرة على تلبية الاحتياجات. وتشمل العناصر جميع الأجهزة والبرامج والمعدات والأدوات والموظفين والعمليات والإجراءات اللازمة لهذا الغرض».[15]

### عملية هندسة النظم
تشمل عملية هندسة النظم جميع الأنشطة اليدوية والتقنية اللازمة لتحديد المنتج والتي يجب تنفيذها لتحويل تعريف النظام إلى مواصفات تصميم نظام مفصلة بما فيه الكفاية لصنع المنتج ونشره. يمكن تقسيم تصميم النظام وتطويره إلى أربع مراحل لكل منها تعريف مختلف:
- تحديد العملية.
- المرحلة المفاهيمية.
- مرحلة التصميم.
- مرحلة التنفيذ.

تستخدم الأدوات اعتمادًا على طريقة تطبيقها في مراحل مختلفة من عملية هندسة النظم:

### استخدام النماذج
تلعب النماذج أدوارًا مهمة ومتنوعة في هندسة النظم. يمكن تعريف النموذج بعدة طرائق منها:
- تصميم مجرد عن الواقع يهدف إلى الإجابة عن أسئلة محددة حول العالم الحقيقي.
- تقليد أو تمثيل لعملية أو هيكل في العالم الحقيقي.
- أداة مفاهيمية أو رياضية أو مادية تساعد صانع القرار.

## المجالات الأساسية والفرعية المتعلقة بهندسة النظم
ساهمت المجالات التالية في تطوير هندسة النظم ككيان مستقل:

### هندسة النظم المعرفية
هندسة النظم المعرفية هي منهج محدد لوصف وتحليل أنظمة الإنسان والآلة أو النظم الاجتماعية التقنية. المواضيع الرئيسية الثلاثة لها هي كيفية تعامل البشر مع الأمور المعقدة، وكيفية إنجاز العمل من خلال استخدام منتجات الإنسان، وكيفية وصف أنظمة الإنسان والآلة والأنظمة الاجتماعية والتقنية على أنها أنظمة معرفية مشتركة. أصبحت هندسة النظم المعرفية منذ بدايتها تخصصًا علميًا معترفًا به، يشار إليه أيضًا باسم الهندسة المعرفية. أصبح مفهوم النظام المعرفي المشترك يستخدم على نطاق واسع كوسيلة لفهم كيفية وصف النظم الاجتماعية والتقنية المعقدة ضمن مستويات مختلفة من الدقة.

### إدارة التهيئة
استخدمت إدارة التهيئة على مجال واسع في صناعات الدفاع والفضاء على مستوى الأنظمة. تعتبر اهداف هذا المجال موازية لأهداف هندسة النظم، إذ تتعامل هندسة النظم مع تطوير المتطلبات وتخصيص عناصر التطوير والتحقق، وتتعامل إدارة التهيئة مع إمكانية تتبع عنصر التطوير ومراجعته لضمان توظيفه في المكان المطلوب الذي تريده هندسة النظم.

### هندسة التحكم
تشمل هندسة التحكم وتصميمها تنفيذ أنظمة التحكم، وتستخدم على نطاق واسع في كل الصناعات تقريبًا، وتعتبر مجال فرعي ضخم من هندسة النظم. مثال على ذلك: التحكم في حركة ونظام توجيه صاروخ بالستي. نظرية أنظمة التحكم هي مجال نشط من الرياضيات التطبيقية التي تشمل دراسة مساحات الحلول وتطوير طرائق جديدة لتحليل عملية التحكم.